# Mohammed Al-Hakim
Mohammed Al-Hakim (Najaf, 15 april 1985) is een Zweeds voetbalscheidsrechter van Irakese komaf. Hij is in dienst van FIFA en UEFA sinds 2015.
Op 2 juli 2015 debuteerde Al-Hakim in Europees verband tijdens een wedstrijd tussen Flora Tallin en Rabotnički Skopje in de voorronde van de UEFA Europa League.
Zijn eerste interland floot hij op 7 juni 2017, toen Finland 1–1 gelijkspeelde tegen Liechtenstein. Hij gaf die wedstrijd twee gele kaarten.

## Interlands
| Datum            | Plaats          | Wedstrijd               | Uitslag | Competitie                  | Kreeg geel | Kreeg voor de tweede keer geel en dus rood | Weggestuurd |
| ---------------- | --------------- | ----------------------- | ------- | --------------------------- | ---------- | ------------------------------------------ | ----------- |
| 7 juni 2017      | Turku, Finland  | Finland – Liechtenstein | 1 – 1   | Vriendschappelijk           | 2          | 0                                          | 0           |
| 16 november 2018 | Nicosia, Cyprus | Cyprus – Bulgarije      | 1 – 1   | UEFA Nations League 2018/19 | 3          | 0                                          | 0           |

Laatst aanpassing op 18 november 2018